# Dynamine niveata
Dynamine niveata är en fjärilsart som beskrevs av Butler 1877. Dynamine niveata ingår i släktet Dynamine och familjen praktfjärilar. Inga underarter finns listade i Catalogue of Life.